# Joseph Patel
Joseph Patel (* im 20. Jahrhundert) ist ein US-amerikanischer Musikjournalist, Regisseur und Produzent mit dem Schwerpunkt Dokumentationen.

## Leben
Patel war zunächst als Kultur- und Musikjournalist tätig, Mitte der 2000er Jahre kamen Arbeiten als Regisseur, Drehbuchautor und Produzent hinzu. Er inszenierte Musikvideos und -filme und drehte Dokumentationen. Patel war Creative Director der Zeitschrift The Fader und der Plattform Vevo.
Als Produzent war er an der Dokumentation Summer of Soul (…Or, When the Revolution Could Not Be Televised)  beteiligt. Mit Regisseur Questlove und den Produzenten Robert Fyvolent und David Dinerstein wurde er bei der Oscarverleihung 2022 mit dem Preis in der Kategorie Bester Dokumentarfilm ausgezeichnet. Hinzu kommt die Auszeichnung bei den British Academy Film Awards 2022 mit dem Preis für den Besten Dokumentarfilm sowie diverse andere Nominierungen und Ehrungen. Der Film widmet sich dem Harlem Cultural Festival.
Questlove ist Patel seit 25 Jahren verbunden, als er diesen erstmals mit der Band The Roots begleitete und interviewte. Mit Sly Lives! (aka The Burden of Black Genius) (2025) folgte ein weiterer gemeinsamer Dokumentarfilm über die Funk-Band Sly & the Family Stone.